# Britta Bilačová
Britta Bilačová, rozená Britta Vörösová (* 4. prosince 1968, Saalfeld, NDR) je bývalá německá atletka, která od roku 1992 reprezentovala Slovinsko ve skoku do výšky. Je mistryní Evropy (1994) a halovou vicemistryní světa (1995) a Evropy (1990).
V roce 1992 se provdala za slovinského atleta, dálkaře Boruta Bilače. Na halovém mistrovství Evropy 1992 v Janově skončila těsně pod stupni vítězů, na čtvrtém místě. V témže roce reprezentovala Slovinsko na letních olympijských hrách v Barceloně, kde se umístila na patnáctém místě. O rok později získala zlatou medaili na Středomořských hrách ve francouzském městě Narbonne a obsadila jedenácté místo na mistrovství světa ve Stuttgartu.
V roce 1994 triumfovala na evropském šampionátu v Helsinkách, kde jako jediná v soutěži překonala dvoumetrovou hranici. Stříbro získala o rok později na halovém mistrovství světa v Barceloně, kde prohrála jen s Němkou Alinou Astafeiovou. Reprezentovala také na olympiádě v Atlantě v roce 1996, kde ve finále obsadila společně s Američankou Tishou Wallerovou deváté místo. V následujícím roce získala bronzovou medaili na Středomořských hrách v italském Bari a na světovém šampionátu v Athénách skončila sedmá.

## Osobní rekordy
- hala – 200 cm – 9. února 1994, Frankfurt nad Mohanem
- venku – 200 cm – 14. srpna 1994, Helsinky